# Euagra perpasta
Euagra perpasta là một loài bướm đêm thuộc phân họ Arctiinae, họ Erebidae.